# Моконо, Силиан
Силиан Алдрен Моконо (нидерл. Sylian Aldren Mokono; род. 22 марта 1999, Утрехт) — нидерландский футболист, защитник.

## Клубная карьера
Моконо — воспитанник клубов «Элинквейк» и «Утрехт». 27 августа 2018 года в поединке против НЕК он дебютировал в Эрстедивизи за дублирующий состав последних. 29 ноября 2020 года в матче против «Фейеноорда» он дебютировал в Эредивизи за основной состав.
20 июля 2022 года подписал трёхлетний контракт с клубом «Хераклес». 15 августа дебютировал за клуб в гостевом матче Эрстедивизи против «Йонг Утрехта», выйдя на замену вместо Наваджо Бакборда на 66-й минуте. 9 сентября забил дебютный гол в матче с ВВВ-Венло. В дебютном сезоне сыграл 10 матчей в чемпионате, в основном выходя на замену. В сентябре 2024 года расторг контракт с клубом по обоюдному согласию сторон.
7 ноября 2024 года перешёл в ВВВ-Венло, подписав контракт до конца сезона.

## Достижения
«Хераклес»
- Победитель Первого дивизиона Нидерландов: 2022/23[нидерл.]